# Karim Abed
Karim Abed Abed (Brignoles, 18 dicembre 1988) è un arbitro di calcio francese.

## Carriera
Karim Abed debutta in massima serie francese come arbitro nella stagione 2016-2017.